# Sirolimus
Sirolimus (INN/USAN), takođe poznat kao rapamicin, je imunosupresantni lek koji se koristi za prevenciju odvacivanja transplanta organa. On posebno često nalazi primenu kod transplanta bubrega. Ovaj lek sprečava aktivaciju T ćelija i B ćelija putem inhibicije njihovog responsa na interleukin-2 (IL-2). Sirolimus se takođe koristi za oblaganje koronarnog stenta.
Sirolimus je makrolid koji su otkrili brazilski istraživači kao product bakterje Streptomyces hygroscopicus u uzorku zemljišta sa Uskršnjeg ostrva. Ovaj lek je FDA odobrila septembra 1999. Preduzeće Pfizer ga prodaje pod imenom Rapamun.
Sirolimus je originalno razivijen kao antifungalni agens. Međutim, ta forma upotrebe se nije održala jer je otkriveno da ima potentna imunosupresivna i antiproliferativna svojstva. Pokazano je da produžava životni vek miševa, i da verovatno može da bude koristan u lečenju pojedinih formi kancera.

## Spoljašnje veze
- [http://www.ebi.ac.uk/pdbe-srv/PDBeXplore/ligand/?ligand=RAP

}
|  | Molimo Vas, obratite pažnju na važno upozorenje u vezi sa temama iz oblasti medicine (zdravlja). |